# Stadtteilschule Stellingen
Die Stadtteilschule Stellingen ist eine Stadtteilschule im Hamburger Stadtteil Stellingen. Sie wird auch die „Schule am Wasserturm“ genannt.

## Geschichte

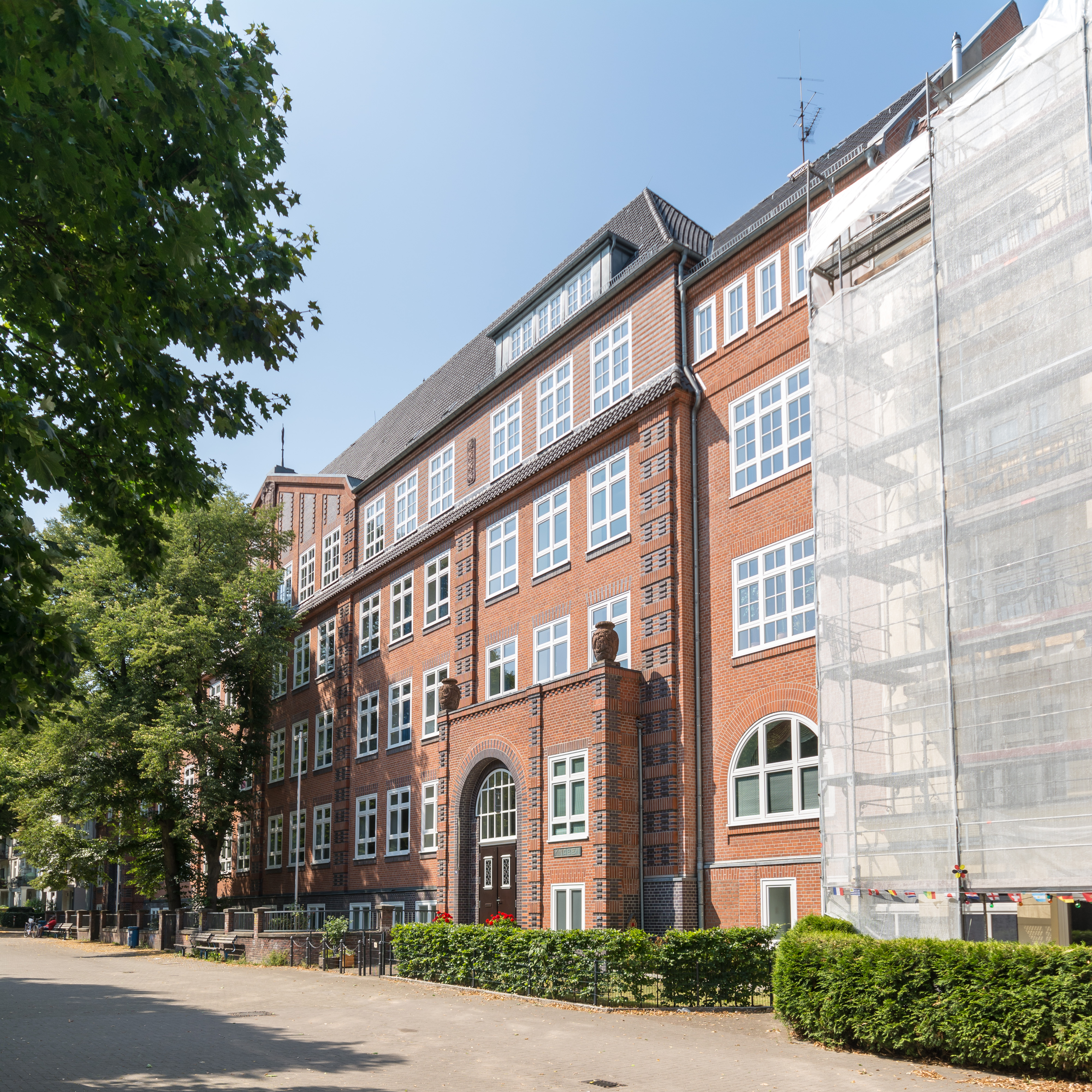
Schule Lutterothstraße 78–80, ein Schumacher-Bau

1979 zog die Schule Lutterothstraße in den Brehmweg in Stellingen um. Am vorigen Standort in der Lutterothstraße 78/80 zog eine Berufsschule ein. Im Jahr des Umzugs 1979 wurde die Schule zur Gesamtschule Stellingen, daraus wurde 2010 im Rahmen der Hamburger Schulreform die Stadtteilschule Sportplatzring/Stellingen (bzw. später Stadtteilschule Stellingen). Seit dem Schuljahr 2013/2014 ist die Schule eine gebundene Ganztagsschule mit verbindlichem Unterricht von 8 bis 16 Uhr.

## Lage und Architektur
Die Stadtteilschule Stellingen einen Standort am Brehmweg 60 in Hamburg-Stellingen. Der ehemalige Zweit-Standort am Sportplatzring 73 wurde 2020 zugunsten des Neubaugebiets „Neue Mitte Stellingen“ geräumt und soll abgerissen werden.
Das Schulgelände am Brehmweg liegt zwischen der Högen- und der Hagenbeckstraße. Die Schulgebäude am Brehmweg wurden 1974 eingeweiht, Bauherr war das Wohnungsbauunternehmen Neue Heimat Norddeutscher Städtebau GmbH. Bau und Planung des Schulbaus durch die Neue Heimat erfolgten zeitgleich mit den Schulen am Nydamer Weg in Rahlstedt und an der Wrangelstraße in Eppendorf, alle mit sechseckigen Klassenraum-Grundrissen.
Das von Stadtteilschule und Grundschule Brehmweg gemeinsam genutzte Schulgelände am Brehmweg ist 55.914 m² groß und mit einer Vielzahl von einzelstehenden Gebäuden bebaut. Zum ursprünglichen Gebäudebestand aus den 1970er Jahren gehören Fach- und Klassengebäude (darunter ein Doppel-H vom Typ-68), eine 3-Feldhalle und ein Pausenhallen- und Verwaltungstrakt. 2015 wurde eine 2-Feldhalle (Fläche: 1.262 m², Kosten: 3,3 Mio. EUR) und eine Mensa (Fläche: 705 m², Kosten: 3,1 Mio. EUR) errichtet. Das Gebäude A („Wabengebäude“, typisch für die Neue-Heimat-Architektur) wurde abgerissen. An dessen Stelle wurde ein Klassenhaus mit 21 Klassen, Koordinationsbüros und Gemeinschaftsfläche erbaut.

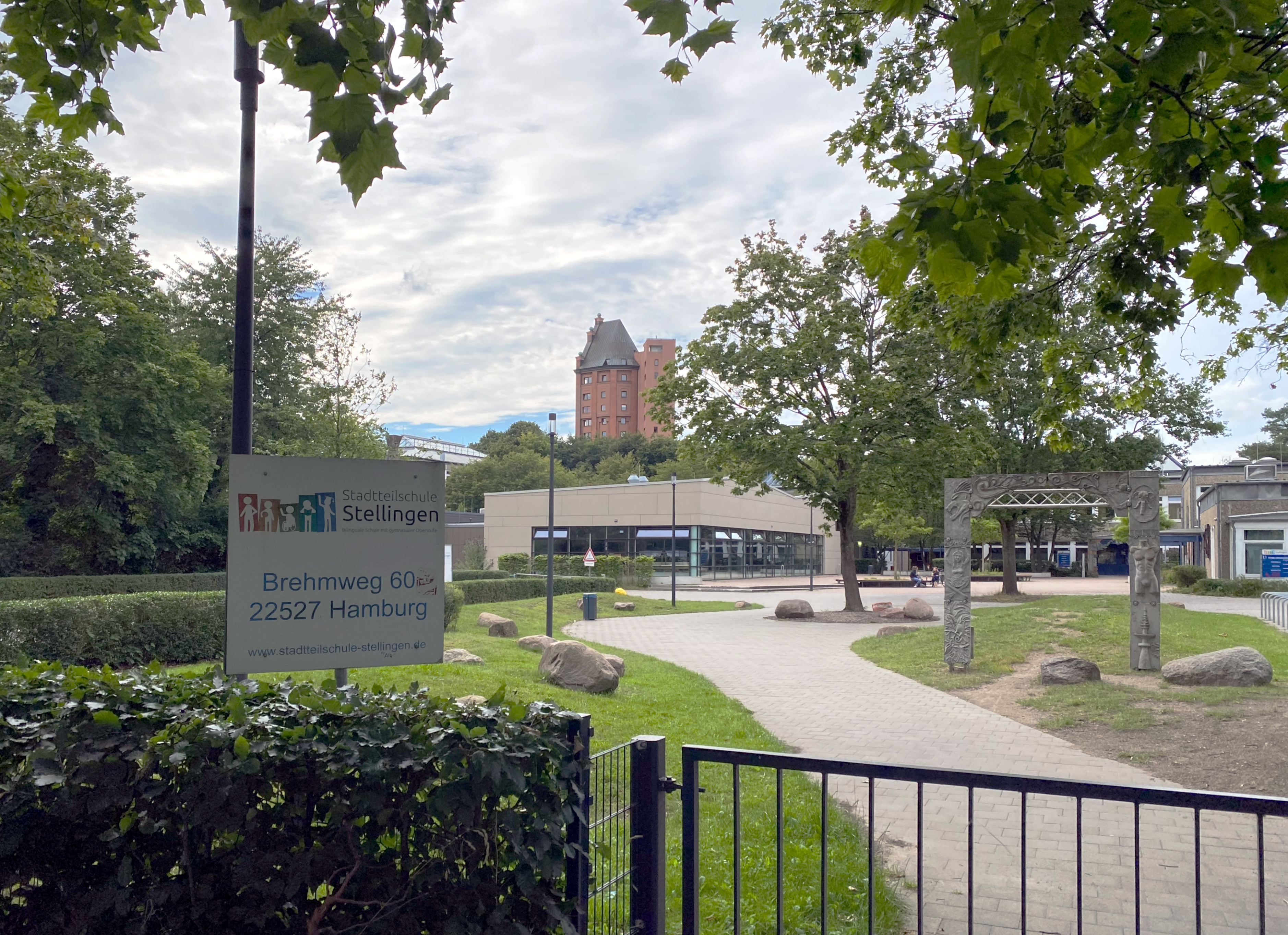
Eingang vom Brehmweg, im Hintergrund der Wasserturm, darunter die Mensa
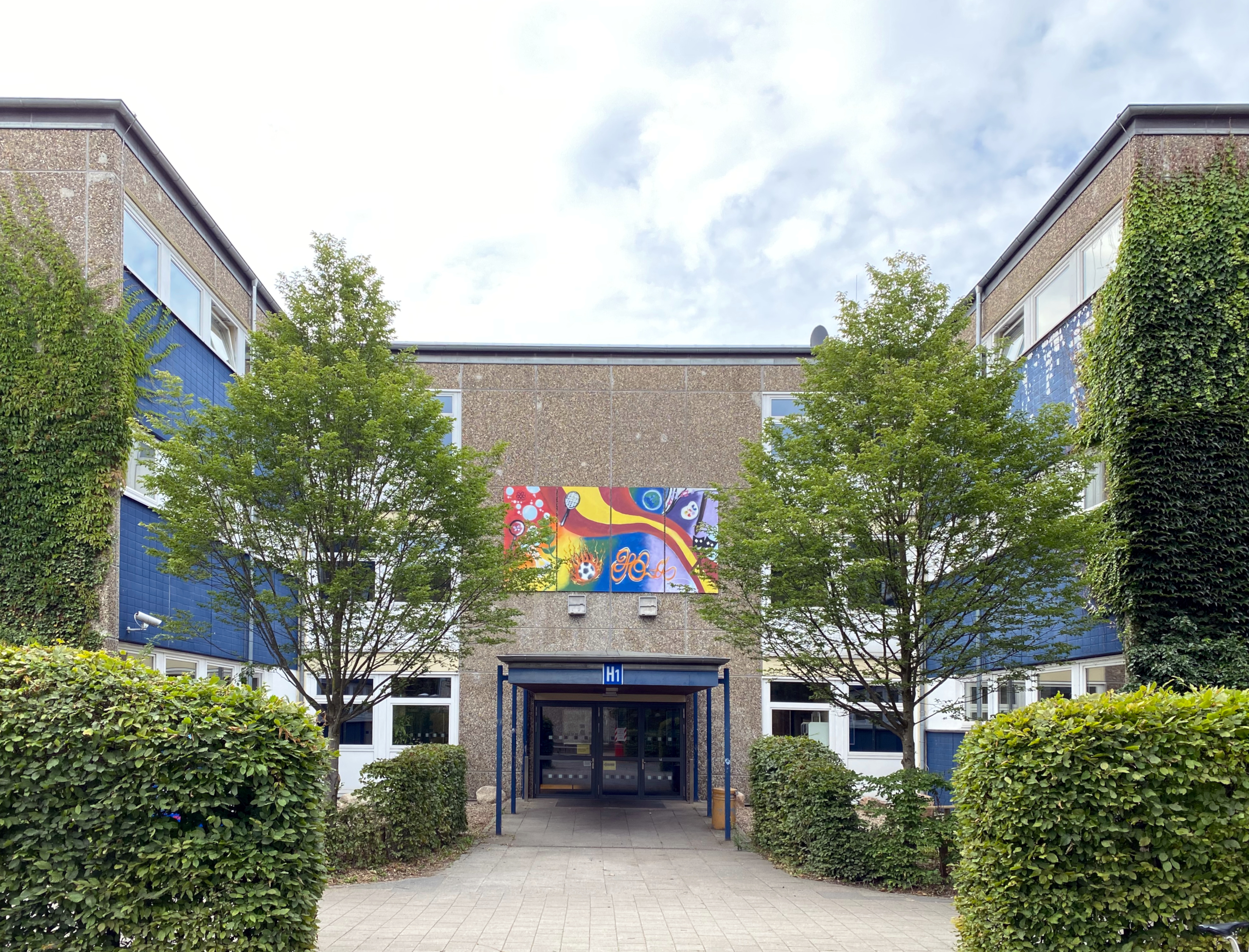
Südeingang zum Doppel-H (Serienbau vom Typ-68)
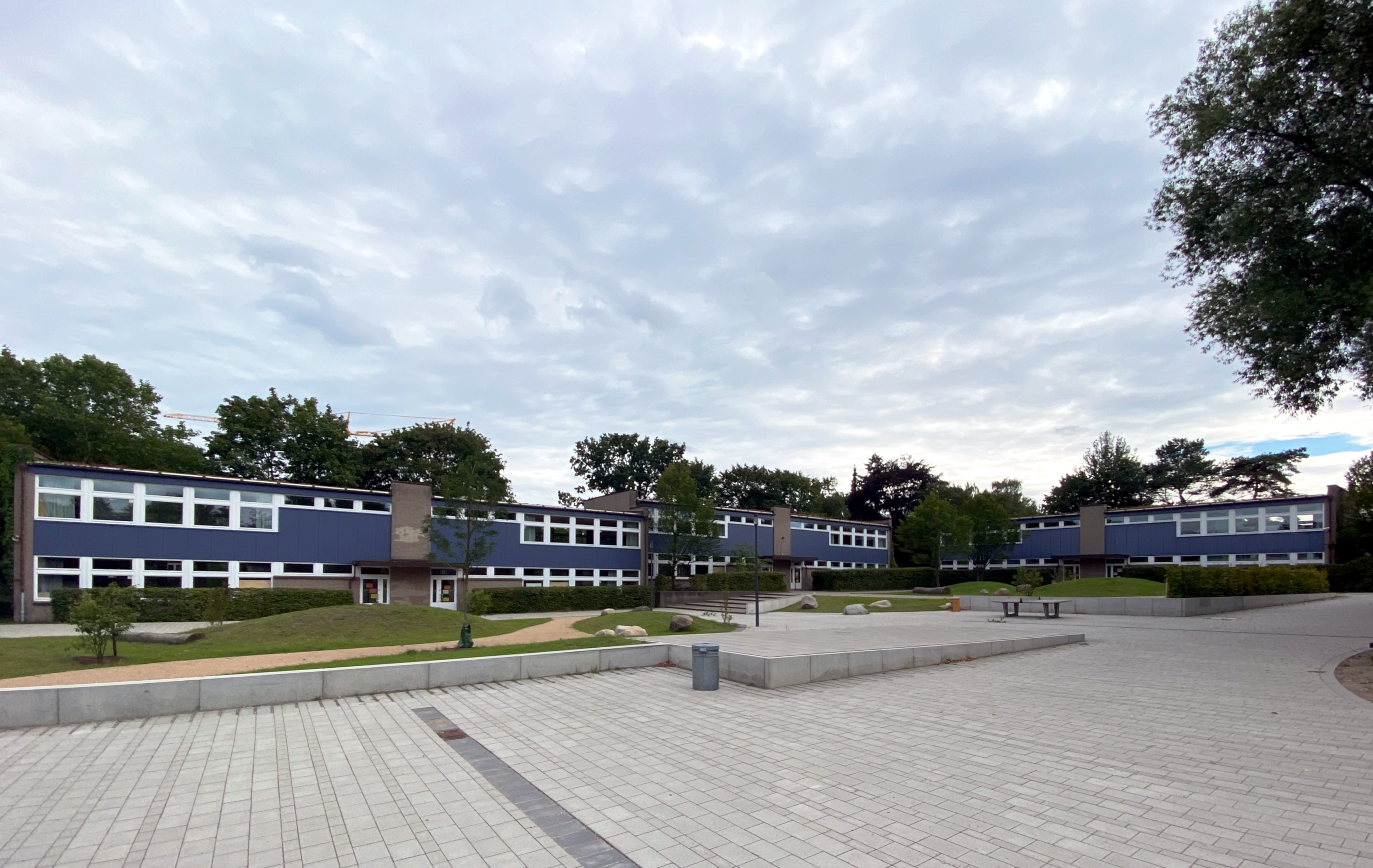
Drei Klassenhäuser (B, C, E) vom Schustertyp am Campus
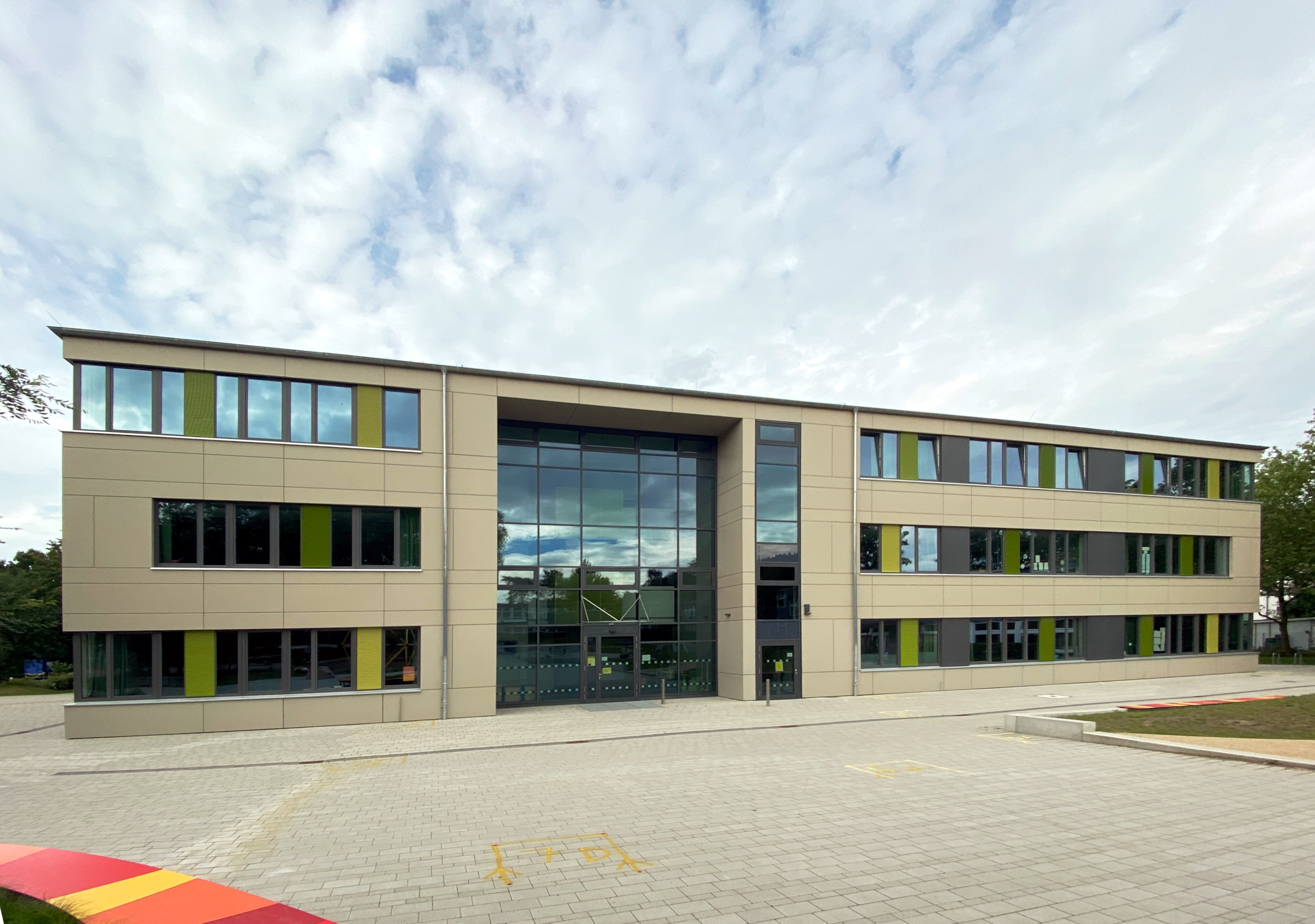
Neubau des Gebäudes A

## Schulprofil
Haupteinzugsbereich der Stadtteilschule waren 2017/18 Stellingen, Eimsbüttel, Eidelstedt und Lokstedt, in geringem Maße auch Lurup und Niendorf. Bei der Erhebung des Sozialindex für Hamburger Schulen 2011 wurde für die Stadtteilschule Stellingen auf einer Skala von 1 (nachteilige Voraussetzungen der Schülerschaft, höchster Förderbedarf) bis 6 (beste Voraussetzungen, kein Förderbedarf) ein Sozialindex von 3 errechnet. Bei der Erhebung 2021 war der Sozialindex auf 4 gestiegen. Im Schuljahr 2016/17 hatten knapp 54 % der Schüler einen Migrationshintergrund, etwas über dem Durchschnitt der Hamburger Stadtteilschulen.
In der Oberstufe wurden 2019/20 fünf Profile angeboten:
- Profilfach Biologie mit Begleitfächern PGW, Geographie und Chemie
- Profilfach Bildende Kunst mit Begleitfächern, Geschichte, Philosophie und Psychologie
- Profilfach: Wirtschaft mit Begleitfächern Biologie und Geographie
- Profilfach: PGW mit Begleitfächern Biologie und Psychologie
- Profilfächer: Sport und Biologie mit Begleitfach Geschichte

Seit dem Schuljahr 2005/2006 wird an der Gesamtschule Stellingen bilingualer Unterricht deutsch/spanisch angeboten. Von der fünften Klassen an werden Schüler in zwei Fächern überwiegend auf Spanisch unterrichtet. Viele Schüler, die dieses Programm in Anspruch nehmen, haben bereits die bilinguale Klasse der benachbarten Grundschule Lutterothstraße besucht, andere kommen aus spanischsprachigen Familien oder fangen ganz neu an, die spanische Sprache zu lernen. Der Spanischunterricht oder der Fachunterricht auf Spanisch wird teilweise von muttersprachlichen Lehrkräften erteilt. Der bilinguale Zweig wird vom spanischen Staat gefördert.

## Projekte und Auszeichnungen
- Im Rahmen des Programms Kulturagenten für kreative Schulen wurden zahlreiche künstlerisch-kulturelle Projekte realisiert.[14]
- Schüler der fünften Klasse erhalten im Rahmen einer Segelwoche Segelunterricht. Der Unterricht findet am Haus der Jugend Lattenkamp statt.
- Schüler der sechsten Klasse erhalten im Rahmen der normalen Sportstunden Eishockeyunterricht. Der Unterricht findet in der Eisbahn Stellingen statt.
- 2006 gewann die Gesamtschule Stellingen den Schulpreis der Hamburger Wirtschaft für ihre langfristige Zusammenarbeit mit dem Unternehmen Budnikowsky.[15]
- Weitere Auszeichnungen, u. a.: Bertini-Preis, Demokratisch Handeln, Robert Bosch Stiftung, Hildegard Hamm-Brücher Förderpreis Demokratie lernen und erfahren

## Bekannte Ehemalige
- Olli Schulz (* 1973), Entertainer
- Boris Lauterbach (* 1974), Musiker und als „König Boris“ Bandmitglied bei Fettes Brot
- Patrick Owomoyela (* 1979), Fußballspieler
- Nathan Pedreira (* 1990), Rapper mit dem Künstlernamen „Nate57“